# Preis- und Erlösmanagement Personenverkehr
Als Preis- und Erlösmanagement Personenverkehr (Kurzform PEP) bezeichnete die Deutsche Bahn ein im Dezember 2002 eingeführtes Tarifsystem im Schienenpersonenfernverkehr. An Stelle entfernungsbezogener Preise mit Zuschlägen sowie zahlreicher Angebote traten als Plan&Spar bezeichnete Frühbucherrabatte und eine grundlegend veränderte BahnCard. Nach Umsatz- und Fahrgastverlusten wurde das System im Sommer 2003 stark modifiziert, auch die Bezeichnung wurde danach nicht mehr benutzt.

## Philosophie
Dem Preissystem lag ein so genannter Normalpreis zu Grunde, der auf der Grundlage degressiver Grundpreise (im Fern- und Nahverkehr) gebildet wurde. Auf ausgewählten Relationen wurden Relationspreise gesetzt. Für die Nutzung der 1. Klasse wurde ein Faktor von 1,5 gegenüber dem Preis der 2. Klasse angesetzt.
Der so gebildete Normalpreis konnte mit einem als Plan & Spar bezeichneten, zuggebundenen Frühbucherrabatt rabattiert werden:
- Der Tarif Plan & Spar 10 gewährte einen Rabatt von 10 Prozent auf den Normalpreis und konnte mit einer Vorkaufsfrist von einem Tag erworben werden. Er galt sowohl für einzelne Fahrten als auch für Fahrkarten für Hin- und Rückfahrt.
- Der Tarif Plan & Spar 25 bot einen Rabatt von 25 Prozent auf den Normalpreis. Die Vorkaufsfrist lag bei drei Tagen. Der Tarif galt darüber hinaus nur, wenn Hin- und Rückfahrt auf einer Fahrkarte gebucht wurden.
- Der Tarif Plan & Spar 40 gewährte 40 Prozent Rabatt auf den Normalpreis. Bei einer Vorkaufsfrist von sieben Tagen waren Hin- und Rückreise auf einer Fahrkarte zu buchen. Zusätzlich bestand eine Wochenendbindung.

Der Umtausch von Plan&Spar-Fahrkarten war gegen Entgelt möglich.
Sowohl auf Normal- als auch auf Plan&Spar-Preise konnte ein Mitfahrerrabatt von 50 Prozent ab einem bestimmten Mindestpreis angewendet werden. Darüber hinaus wurde die BahnCard neu konzipiert (25 Prozent Rabatt, Jahresgebühr von 60 in der 2. und 150 Euro in der 1. Klasse). Auch wurde ein Serviceprogramm für Vielfahrer geschaffen.
Kinder bis 14 Jahren reisten in Begleitung ihrer Eltern oder Großeltern kostenlos. Spezielle Zielgruppenkonzepte sollten für Familien, Kinder/Jugendliche, Mehrpersonenfahrten/Gruppen, Pendler sowie Firmenkunden geschaffen werden. Für Gruppen war dabei bereits zum 1. Januar 2001 ein kontingentiertes Gruppenpreissystem eingeführt worden, das Rabatte von bis zu 75 Prozent vorsah.

## Geschichte

### Hintergrund
Das Ende der 1980er Jahre bei der Deutschen Bundesbahn verwendete Platzbuchungssystem (EPA) ermöglichte keine Kontingentierung. Zu dieser Zeit wurde an einer technischen Lösung zur Ergänzung des Systems gearbeitet.
Bereits seit Anfang der 1990er Jahre arbeiteten Bahnmitarbeiter unter der Bezeichnung Loco an einer Reform des Tarifsystems. Als erste Stufe dieses Systems wurde 1991 der ICE-Sparpreis eingeführt. Damit sei es laut Bahnangaben gelungen, die Nachfrage wesentlich gleichmäßiger über die Wochentage zu verteilen.
Unter der Führung von Anna Brunotte entwickelten bis zu 500 Mitarbeiter in Frankfurt das neue Tarifsystem, das zum 15. Dezember 2002 schließlich in Kraft trat. Das Loco-Konzept lag bereits den Tarifen des 1991 eingeführten ICE-Systems zu Grunde. Dabei wurden kurze, wettbewerbsfähige Relationen relativ höher bepreist als längere und weniger attraktive Relationen. Laut einem Pressebericht habe der damalige Fernverkehrsvorstand Axel Nawrocki Ende der 1990er Jahre auch deshalb seinen Hut nehmen müssen, da er an der Reform des Preissystems gescheitert sei.
Die Arbeiten an der Neukonzeption des Preissystems begannen Anfang 1999. Die Neuausrichtung des Preissystems basierte nach Unternehmensangaben auf einer weitreichenden empirischen Grundlage. Darauf aufbauend sei ein Marktsimulationsmodell zur Einschätzung preispolitischer Maßnahmen entwickelt worden. Verschiedene Akzeptanz- und Marktstudien hätten eine hohe Akzeptanz der neuen Preise ergeben. Insbesondere habe das neue System eine wesentlich bessere Preiswahrnehmung erzielt. Die Einführung des neuen Preissystems wurde mehrfach verschoben. Im Frühjahr 2001 war die zuvor für den 1. Juni 2001 geplante Einführung schließlich für das zweite Halbjahr 2002 vorgesehen. Bei weiteren Verzögerungen befürchtete die Deutsche Bahn ausbleibende Mehrerlöse in Höhe von 570 Millionen DM pro Jahr.
Das Unternehmen sah drei wesentliche Defizite, denen im Rahmen des Preissystems begegnet werden sollte: die Preisgestaltung, eine unzureichende Preisdifferenzierung (insbesondere im Bereich zwischen 300 und 500 Kilometern Reiseweite) und eine fehlende Auslastungssteuerung. Preisgestaltung und Preishöhe wurden in Umfragen dabei als wesentliche Nutzungshemmnisse gegenüber der Bahn angegeben. Auch die Preiswahrnehmung sei verbesserungsbedürftig gewesen; die Bahn sei als insgesamt teures Verkehrsmittel wahrgenommen worden.
Nach eigenen Angaben sei die Bahn bei großen Entfernungen „aus dem Markt gepreist worden“. Die Einführung verschiedener pauschaler Sonderangebote (z. B. das Guten-Abend-Ticket und der ICE-Sparpreis) habe zu unlogischen Stellen im Preissystem geführt, die kein Kunde mehr verstanden habe. Als ein weiterer Grund wurden Schwierigkeiten genannt, das Preissystem mit Mitteln der Informationstechnologie abzubilden. Daraus ging der Ansatz einer entfernungsdegressiven Preisgestaltung hervor. Bei Entfernungen zwischen 600 und 800 Kilometer sei dabei der Preis um 25 Prozent gesenkt worden.
Gleichzeitig sollte eine Spitzenlasttarifierung eingeführt werden. Nicht zuletzt das Schönes-Wochenende-Ticket habe gezeigt, wie preisaggressive Angebote Opfer ihres eigenen Erfolges würden, wenn Züge überfüllt und damit Unzufriedenheiten erzeugt würden. Dabei habe es sich bei der Überfüllung von Zügen um ein punktuelles Problem gehandelt, das in Abhängigkeit von Tageszeit, Wochentag, Zuggattung, Wagenklasse und Streckenabschnitt unterschiedlich stark aufgetreten sei. Vorherige Ansätze, dieses Problem (neben einer möglichen Kapazitätsanpassung) durch eine Zeitfenstersteuerung (Peak Pricing) zu begrenzen, könnten nicht flächendeckend eingesetzt werden.
Darüber hinaus sei das Segment der Mehrpersonenreisen bislang noch nicht ausreichend durch die Bahn bedient worden – während rund 70 Prozent der innerdeutschen Fernreisen wenigstens aus zwei Reisenden bestanden hätten, sei der entsprechende Anteil bei der Bahn nur bei rund 40 Prozent gelegen. Während der Modal Split der Bahn bei Fernreisen in Deutschland bei 18 Prozent (Pkw: 71 Prozent) gelegen habe, sei der Marktanteil bei Reisenden von zwei bis vier Personen bei sechs Prozent (Pkw: 83 Prozent) gelegen. Durch eine Annäherung der Bahnpreise an die Kosten des Pkw könne neues Potential auf dem Markt erschlossen werden. Die Einführung eines Mitfahrerrabatts (jede mitfahrende Person zahlte 50 Prozent vom Preis der ersten) sei maßgeblich auf den Konkurrenzdruck zum Pkw zurückgegangen.
Das neue Preissystem zählte zu den 25 Maßnahmen des im Februar 2001 gestarteten Maßnahmenpakets „Focus“, mit dem die DB bis 2005 ihre Produktivität und Kundenorientierung verbessern wollte.
Die DB erwartete eine Umsatzsteigerung um drei Prozent durch das neue System. Darüber hinaus sollte die durchschnittliche Auslastung der Fernzüge von 40 auf 60 Prozent erhöht werden. Das Unternehmen rechnete zur Einführung Ende 2002 mit einer Steigerung der Erlöse im Personenverkehr um 350 Millionen Euro im Jahr 2003. Dies entsprach einer Umsatzsteigerung von fast zehn Prozent. Die Zahl der Fahrgäste sollte noch stärker steigen.
Der Verkauf von Fahrkarten nach dem neuen Preissystem begann Anfang November 2002. Am 29. November 2002 begann der Internet-Vertrieb von Fahrscheinen nach dem neuen Preissystem. Nach eigenen Angaben bot das Unternehmen täglich 300.000 Sitzplätze zu Plan&Spar-Preisen an.

### Einführung
Die Einführung der neuen Tarife war zunächst für Mitte 2001 geplant und wurde später auf den 1. Januar 2002 verschoben. Anfang 2001 kündigte die Deutsche Bahn mit Verweis auf den hohen technischen Aufwand an, die Umstellung solle im Laufe des Jahres 2002 erfolgen. Das Unternehmen bezeichnete die Umstellung als das größte Informationstechnologie-Projekt in der Geschichte der Bahn.
Das Preissystem wurde Ende 2001 vorgestellt und zum Fahrplanwechsel am 15. Dezember 2002 eingeführt.
Zu den im Zuge des neuen Preissystems abgeschafften Sonderangeboten zählt der Onlineticket-Vorläufer Surf & Rail, der 2003 wieder eingeführt wurde.
Die DB bot in Zusammenarbeit mit der Arbeitsgemeinschaft deutscher Mitfahrzentralen eine Online-Mitfahrerbörse an.
Vor Einführung des Systems seien 22.000 Bahn- und 20.000 Reisebüromitarbeiter geschult worden.

### Auswirkungen
Nach eigenen Angaben habe das Unternehmen das Preisniveau um durchschnittlich zwölf Prozent gesenkt. Während die Normalpreise auf Langstrecken um bis zu 25 Prozent gesenkt worden seien, seien die Preise für kürzere Relationen teilweise leicht angehoben worden. Eine einfache Fahrt von Hamburg nach Frankfurt sei im Preis beispielsweise von 98,20 auf 80,80 Euro gesenkt worden. Die Preisdifferenzierung nach Zugkategorien (ICE, IC/EC) blieb erhalten, reine Nahverkehrspreise waren von dem Preissystem nicht betroffen.
Bis zum 13. Dezember 2002 hatte das Unternehmen 1,3 Millionen Fahrkarten nach den neuen Tarifen verkauft. Im Januar 2003 ging der Umsatz der DB mit Fernverkehrsfahrscheinen im Jahresvergleich um 13,8 Prozent zurück. In den beiden ersten Monaten seien Einnahmeausfälle von mehreren zehn Millionen Euro entstanden. Ein Sprecher nannte als Gründe für den Umsatzrückgang die schlechte Konjunktur, den Winter, technische Probleme auf der Schnellfahrstrecke Köln–Rhein/Main sowie die Konkurrenz durch Billigfluggesellschaften. Konjunkturbereinigt liege man „voll im Plan“. Im Februar und März wurden ähnliche Umsatzrückgänge verzeichnet. In den ersten drei Monaten des Jahres 2003 gingen die Fahrgastzahlen im Fernverkehr um sieben Prozent zurück. Bis Juni 2003 lagen die Erlöse 20 Prozent unter Plan.
Im ersten Halbjahr 2003 ging der Umsatz im DB-Schienenpersonenfernverkehr im Jahresvergleich um 13 Prozent zurück. Bei einem Umsatz von 1,44 Milliarden Euro wurde dabei ein Verlust von 266 Millionen Euro erwirtschaftet. Im Vorjahreszeitraum hatte der Fernverkehr einen Gewinn von 50 Millionen Euro eingefahren.
Im August 2003 habe der Umsatz im Personenfernverkehr wieder nahezu das Vorjahresniveau erreicht.

## Kritik
Das neue Preissystem stieß auf vielfältige Kritik. Stiftung Warentest, Pro Bahn, der Verkehrsclub Deutschland und andere wiesen auf verschiedene Schwächen in dem neuen System hin. So begrüßte die Stiftung Warentest im Dezember 2002 zwar die logische Kombinationsmöglichkeit von Rabatten, bemängelte aber zahlreiche weitere Aspekte: neben der Umwidmung des Interregio und der Halbierung des BahnCard-Rabatts wurde die Umtauschgebühr von bis zu 45 Euro als „Gipfel der Kundenferne“ bezeichnet. Darüber hinaus sei für Familien der ehemalige Familiensparpreis oft günstiger gewesen als die neuen Sparpreise.
Kurz vor Einführung des neuen Systems sagte Brunotte, die meisten Vorbehalte gegenüber dem neuen System beruhten entweder auf „echten Vorurteilen oder falschen Informationen“. Personenverkehrs-Vorstand Franz meinte intern, das System sei „ein notwendiger Erziehungsprozess“.
Fernsehjournalisten, die am 15. Dezember 2002 an Bahnhöfen über das neue Preissystem berichten wollten, kritisierten Drehverbote. Von etwa 60 angemeldeten Fernsehteams hatten an diesem Tag zunächst nur zwei eine Drehgenehmigung erhalten.
Ende Dezember 2002 drohte die DB dem Pro-Bahn-Vorsitzenden Karl-Peter Naumann und einem weiteren Funktionär des Verbandes mit einer Klage, sollten diese nicht binnen weniger Tage eine Unterlassungserklärung abgegeben, zwei Aussagen zu wiederholen. Gegenstand des Streits waren Aussagen, nach denen jeder zweite Kunde mangels fundierter Beratung zu viel bezahle. Ferner sei der Kauf der günstigsten Karte reine Glückssache. Bahnchef Mehdorn sagte, die Deutsche Bahn werde nichts an dem Preissystem ändern, auch wenn dies „gewisse profilierungssüchtige Funktionäre zur Weißglut“ treibe. Die Deutsche Bahn stellte den Kontakt zu Pro Bahn ein. Zum Jahreswechsel legte der Verband eine 30-seitige Dokumentation mit Problemen vor, die sich bei der Buchung der günstigsten Verbindung ergeben würden.
Mitte Januar 2003 erließ das Landgericht Hamburg eine einstweilige Verfügung, die Naumann bei einem angedrohten Ordnungsgeld von 250.000 € verbot, zu behaupten, jeder zweite Bahnkunde bezahle zu viel für sein Ticket. Naumann rief die nächsthöhere Instanz an; das Verfahren sollte im August 2003 beginnen. Im März 2003 legte die Stiftung Warentest das Ergebnis einer Studie von 120 Testgesprächen am Schalter und per Telefon vor. Demnach sei nur in jedem zweiten Fall der günstigste Fahrpreis genannt worden. „Das Preissystem und seine technische Umsetzung erweisen sich als zu kompliziert und unübersichtlich“, so die Prüfer. Darüber hinaus wurde eine Reihe von handwerklichen Fehlern bemängelt.

## Korrekturen
Am 20. Mai 2003, nach einer Aufsichtsratssitzung an diesem Tag, kündigte die Deutsche Bahn Veränderungen an dem Preissystem an. Mit Wirkung zum Folgetag wurde die Stornogebühr der Plan&Spar-Preise von 45 auf 15 Euro gesenkt. Eine erste Überprüfung und mögliche Nachbesserungen wurde für den Dezember des gleichen Jahres angekündigt. Ebenfalls am 20. Mai 2003 wurden die Bahnvorstände Christoph Franz (Personenverkehr) und Hans-Gustav Koch (Marketing) von ihren Aufgaben entbunden. Bei der Vorlage der Jahresbilanz 2002 am 21. März 2003 war das neue Preissystem und Korrekturen daran das bestimmende Thema. Bahnchef Mehdorn betonte, das neue System sei insgesamt keinesfalls schlecht, die Kritik daran sei hochgeschaukelt worden.
Am 2. Juli 2003 kündigte die Deutsche Bahn verschiedene Veränderungen an dem Tarifsystem an: Zum 1. August wurde die 50-Prozent-BahnCard als BahnCard 50 wieder eingeführt und die drei Plan&Spar-Rabattstufen (10, 25 und 40 Prozent) in zwei als Sparpreis bezeichnete Rabattstufen von 25 und 50 Prozent geändert. Beide Sparpreise waren bis drei Tage vor Fahrtantritt erhältlich und kontingentiert. Für den Sparpreis 50 galt darüber hinaus eine Wochenendbindung (eine Nacht auf Samstag auf Sonntag zwischen Hin- und Rückfahrt bzw. Hin- oder Rückfahrt am Samstag oder Sonntag). Die Normalpreise blieben unverändert. Das Niveau der Normalpreise entsprach laut Angaben der Deutschen Bahn etwa dem Tarifniveau von 1994.
Zum 1. April 2004 wurden die Preise im Fernverkehr um durchschnittlich 3,4 Prozent erhöht; Zeitkarten wurden um durchschnittlich 1,9 Prozent teurer. Die Normalpreise bis 100 km seien stabil gehalten worden, die Preise im Entfernungsbereich von 100 bis 200 km sogar um durchschnittlich 1,6 % gesenkt worden. Im Bereich zwischen 200 und 700 km wurden die Preise dagegen um durchschnittlich 5,8 % angehoben. Zum gleichen Stichtag wurde ein Maximalpreis (111 Euro in der 2. Klasse, 167 Euro in der 1. Klasse) eingeführt.
Zum Fahrplanwechsel am 12. Dezember 2004 wurden die Fahrpreise abermals angehoben; nach Unternehmensangaben in der 2. Klasse um durchschnittlich 3,1 Prozent. Das Unternehmen begründete diesen Schritt mit gestiegenen Kosten sowie einem hohen Anteil von Reisenden, die rabattierte Fahrscheine nutzten. Gleichzeitig wurde die Kombination von Mitfahrerrabatt und Normalpreis aufgegeben; für Bahncard-Besitzer wurde diese Möglichkeit noch bis Mitte Dezember 2005 aufrechterhalten. Der 1.-Klasse-Faktor (als Aufschlag auf den Fahrpreis der 2. Klasse) wurde von 0,50 auf 0,55 angehoben. Zum 11. Dezember 2005 wurden die Fahrpreise im Fernverkehr der DB nach eigenen Angaben um durchschnittlich weitere 2,9 Prozent (2. Klasse) bzw. 4,2 Prozent (1. Klasse) erhöht.